# Альбуминурия
Альбуминурия (от лат. albumen — белок и др.-греч. οὖρον — моча) — протеинурия, выделение белка с мочой, признак нарушения нормальной деятельности почек. Наблюдается при болезнях почек, сердечных заболеваниях, при многих острых заразных болезнях, отравлениях.
Белок в моче может появиться и у здорового человека. Моча здорового человека содержит следы белка. За сутки человек выделяет около 50 мг белка. Альбуминурия может наблюдаться после общей физической нагрузки, употребления обильной, богатой белками пищи. Очень важно правильно истолковать её. Альбуминурия может встречаться не только при заболевании почек, но и при заболевании других органов. Это может быть от недостаточности сердца (при декомпенсации, когда сердечная мышца полностью не справляется со своей работой.)
Бывает истинная и ложная альбуминурия. Истинная возникает при дегенеративных процессах в мембранах почечных клубочков (гломерулонефрит, амилоидоз почек, нефроз и др.); ложная зависит от примеси в моче большого количества эритроцитов и лейкоцитов, белок которых переходит в мочу.

## Известные исследователи
В 1860 году докторскую диссертацию по теме «О патогенных условиях альбуминурии» (фр. «De conditions pathogéniques de l'albuminurie») защитил французский терапевт Сигизмунд Жакку.